# Воля (Ковельський район)
Во́ля — село в Україні, у Ковельській міській громаді Ковельського району Волинської області. Населення становить 322 осіб.

## Географія
На південній околиці села річка Закревщина впадає у Турію.

## Населення
Згідно з переписом УРСР 1989 року чисельність наявного населення села становила 361 особа, з яких 166 чоловіків та 195 жінок.
За переписом населення України 2001 року в селі мешкало 318 осіб. 100 % населення вказало своєю рідною мовою українську мову.

## Відомі люди
- Зінчук Тихон (псевдо: «Кубік», «Ромб», «Архип») — сотник УПА, командир бригади «4-а бригада „Соборна Україна“», «ім. Вовчака» (Західна ВО «Завихост»).